# Couvent franciscain de Leipzig
 (mars 2023).
Le couvent franciscain de Leipzig était un couvent franciscain à Leipzig du temps de la marche de Misnie et de l'électorat de Saxe.

## Histoire du couvent

### XIIIesiècle- Fondation d'un couvent
Les franciscains reçoivent l'autorisation de construire un monastère à côté du bastion du margrave Thierry, qui avait été rasé en 1224, et y fondent un couvent vers 1250, mentionné pour la première fois dans des documents en 1261 et appartient à la province franciscaine de Saxe (de). La place se trouve au nord-ouest de la ville sur l'actuel Matthäikirchhof.

### XIIIesiècle- Construction d'une église-halle
Dans le deuxième quart du XIIIe siècle, une simple église-halle est construite, à laquelle jouxte le cloître au nord. L'église est dédiée au Saint-Esprit, mais est généralement appelée l'église des pieds nus, car les franciscains vont pieds nus ou en sandales à cause de leur vœu de pauvreté. Au XIVe siècle, l'église est agrandie avec un chœur gothique.

### XVesiècle- Érection d'un nouveau cloître et d'une nouvelle église-halle
Dans le dernier quart du XVe siècle, un nouveau cloître est érigé au sud de l'église, car la ville avait libéré le site d'armes qui s'y trouvait jusqu'alors. Cela rendit possible l'expansion de l'église vers le nord. En 1488 commence le nouveau bâtiment. Une église-halle gothique à deux nefs avec des piliers centraux cruciformes et un haut toit à pignon est construite, bien que le chœur précédent fût conservé. L'évêque de Mersebourg Thilo von Trotha (de) consacre l'église en 1502.

### XVesiècle- Développement du couvent
Au fil du temps, le monastère acquiert des biens importants. Par exemple, en 1458, les franciscains font don à la ville de portions de la forêt du Rosental afin de respecter la règle de pauvreté. Ils dirigent également un béguinage dans la ville, un établissement semi-monastique pour les femmes avec des opportunités de travail et une certaine sécurité d'approvisionnement.

### XVIesiècle- Dissolution du couvent et démolition de l'église
Après l'introduction de la Réforme protestante à Leipzig en 1539, le monastère est dissous la même année et les religieux sont expulsés. En 1543, le monastère est finalement vidé par les franciscains. L'électeur Maurice le vend à la ville. Le chœur est démoli, le cloître est transformé en habitation et à partir de 1552 l'église est utilisée comme lieu de stockage par les marchands de Leipzig.

### XVIIesiècle- Restauration du couvent en église
Les efforts pour restaurer le bâtiment en tant qu'église commencent en 1671, menant finalement à l'église Saint-Matthieu de Leipzig (de).

### XXesiècle- Destruction de l'église
L'église est détruite pendant la Seconde Guerre mondiale.

### Source de la traduction
- (de) Cet article est partiellement ou en totalité issu de l’article de Wikipédia en allemand intitulé « Franziskanerkloster Leipzig » (voir la liste des auteurs).